# Chelonus brevicornis
Chelonus brevicornis är en stekelart som beskrevs av Mccomb 1968. Chelonus brevicornis ingår i släktet Chelonus och familjen bracksteklar. Inga underarter finns listade i Catalogue of Life.